# Larsia
Larsia (лат.) — всесветно распространённый род комаров-звонцов из подсемейства Tanypodinae трибы Pentaneurini.

## Описание
Комары длиной тела до 2,8 мм жёлтой или коричневой окраски. Глаза без волосков. На щитке имеется бугорок. На крыльях имеются микротрихии и нет перевязей. Вторая радиальная жилка отсутствует, а третья радиальная жилка обычно достигает края крыла. Голени всех ног с лировидными шпорами. Голени передних ног на вершине с 3-4 крепкими щетинками. Пульвилл на лапках нет.

## Экология
Личинки развиваются прудах и прибрежной зоне озёр, медленнотекущих водотоках, в фитотельматах в пазухах листьев синеголовника и бромелиевых. По характеру питания личинки Larsia являются хищниками, питаются мелкими беспозвоночными и могут сами быть жертвами личинок других водных насекомых, например Toxorhynchites haemorrhoidalis (Culicidae).

## Классификация
Включает следующие виды:
- Larsia africana Lehmann, 1979 — Афротропика[1].
- Larsia albiceps (Johannsen, 1931) — Ориентальная область, Австралия[1][6].
- Larsia angustocornis Siri, Campos & Donato, 2014 — Неатропика[3].
- Larsia atrocincta (Goetghebuer, 1942) — Палеарктика[1].
- Larsia berneri Beck & Beck, 1966 — Неарктика[1].
- Larsia canadensis Bilyj, 1984 — Неарктика[1].
- Larsia curticalcar  (Kieffer, 1918) — Палеарктика[1].
- Larsia decolorata (Malloch, 1915) — Неарктика, Неатропика[1].
- Larsia exigua Harrison, 1978 — Афротропика[1].
- Larsia fittkaui Sublette & Sasa, 1994 — Неатропика[1].
- Larsia gelhausi Oliveira & Silva, 2011 — Неатропика[1].
- Larsia hamadae Oliveira & Silva, 2011 — Неатропика[1].
- Larsia labartheae Serpa-Filho, 2005 — Неатропика[1].
- Larsia lyra (Sublette, 1964) — Неарктика[1].
- Larsia marginella (Malloch, 1915) — Неарктика[1].
- Larsia miyagasensis Niitsuma, 2001 — Палеарктика[1].
- Larsia pallescens (Edwards, 1931) — Неатропика[1].
- Larsia parva Lehmann, 1981 — Афротропика[1].
- Larsia pauca Mondal, Mukherjee & Hazra, 2020 — Ориентальная область[5].
- Larsia planensis (Johannsen, 1946) — Неарктика, Неатропка, Австралия[1].
- Larsia reissi Sublette & Sasa, 1994 — Неатропика[1].
- Larsia sequoiaensis (Sublette, 1964) — Неарктика[1].
- Larsia wakbarrarn Cranston, Krosch, 2021 — Австралия[6].